# Şenol Demirci
Şenol Demirci (* 27. August 1980 in Oberhausen) ist ein türkischer Fußballspieler.

## Karriere
Demirci wuchs in Oberhausen auf und spielte während seiner Jugend für PSV Oberhausen, MSV Duisburg, Duisburg 08 und Fortuna Düsseldorf. Im Sommer 2004 ging Demirci in die Türkei und spielte vier Spielzeiten für Orduspor. Mit Orduspor stieg er in seiner ersten Saison von der 3. Liga in die 2. Liga auf. Zur Saison 2008/09 wechselte Demirci zu Diyarbakırspor und stieg mit der Mannschaft in die Süper Lig auf, jedoch wechselte er zum Ende der Saison zu Giresunspor und blieb in der 2. Liga. Nach Giresun folgte ein kurzes Engagement bei Altay Izmir.
Zur Saison 2012/13 wechselte Demirci zum Zweitligisten Samsunspor. Bereits nach einer halben Saison verließ er den Verein. Anschließend heuerte er beim Drittligisten Istanbul Güngörenspor und spielte hier bis zum Dezember 2014.

## Erfolge
Orduspor
- Aufstieg in die 2. Liga (2004/05)

Diyarbakırspor
- Aufstieg in die Süper Lig (2008/09)